# Henrique (São Tomé e Príncipe)
Henrique é uma aldeia da Ilha de São Tomé de São Tomé e Príncipe.